# Culte des âmes du purgatoire

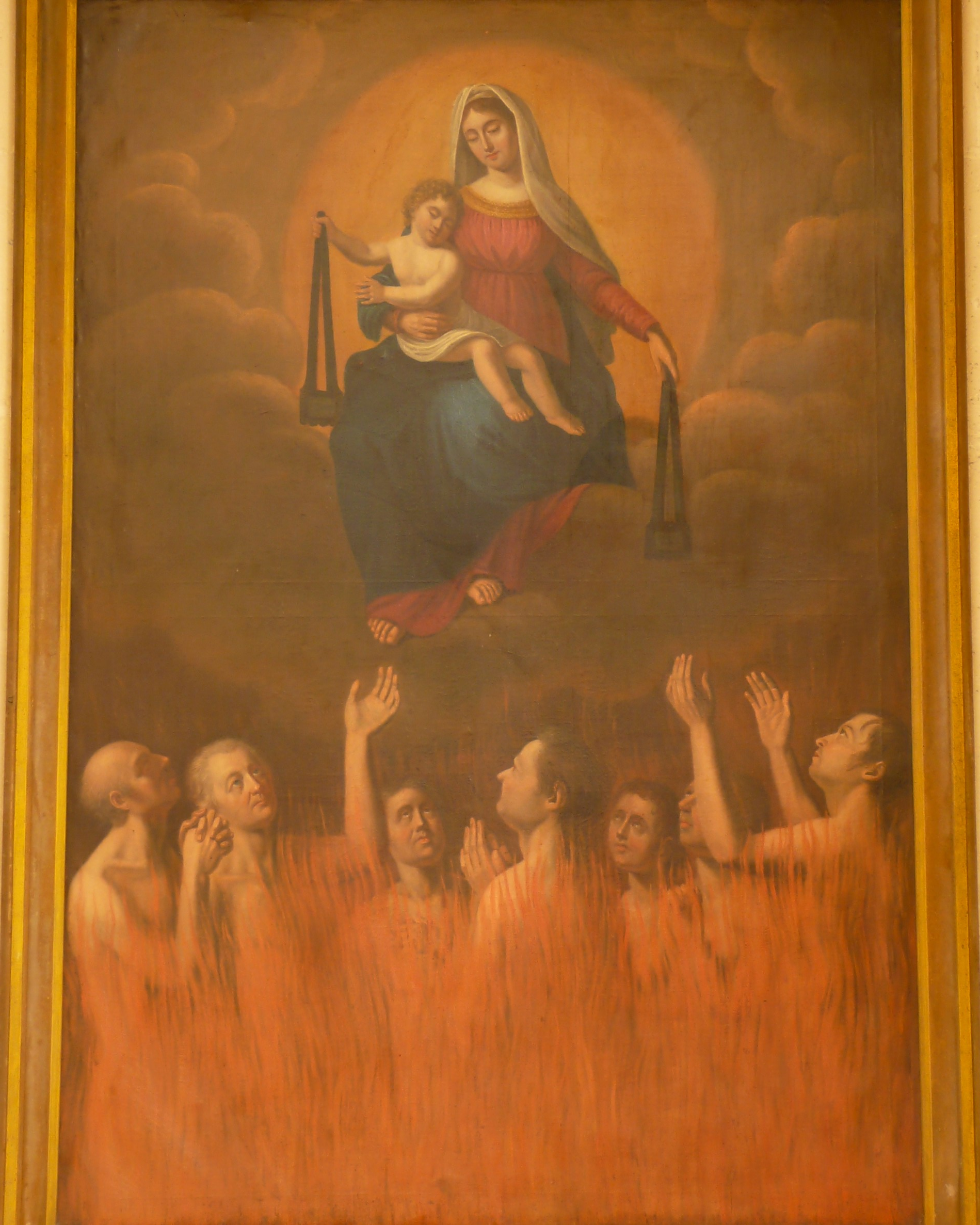
Vierge à l'Enfant présentant le scapulaire aux âmes du Purgatoire, église Saint-Jacques-le-Majeur, Mouriès (Bouches-du-Rhône, France), par le peintre aixois Adolphe (Joseph Michel) Carmagnolle (1816-?).

Le culte des âmes du purgatoire rassemble les pratiques religieuses et populaires qui, dans la religion catholique, tendent à prendre soin de l'âme des défunts qui, selon le Catéchisme de l'Église catholique, sont morts  « dans l'amitié de Dieu, assurés de leur salut éternel, mais qui ont encore besoin de purification pour entrer dans le bonheur du ciel ».
La notion de purgatoire, émergeant au XIIe siècle, n'est formulée officiellement par l’Église qu'aux XVe et XVIe siècles (conciles de Florence en 1439 et de Trente en 1545-1563). Troisième lieu de l'au-delà, entre le Ciel et l'Enfer, il s'agit d'une étape de purification nécessaire à certaines âmes imparfaites pour accéder au salut.
Le concept est associé, dans l'imagination des fidèles et dans l'art sacré, à un lieu situé entre Enfer et Paradis, où les âmes imparfaites séjournent et décantent entre souffrance et joie.
Pour hâter le salut des défunts cantonnés dans cet état transitoire, la religion catholique encourage ses fidèles à prier pour les âmes du purgatoire. Entre le XVIIIe et le milieu du  XXe siècle, à l'occasion de la succession de calamités ayant laissé de très nombreux défunts sans sépulture et sans rites, cette dévotion a pris, dans certaines cultures, une dimension importante et favorisé le développement de pratiques populaires originales et extrêmement élaborées.
Si le purgatoire et la considération pour les âmes qui y séjournent restent une vérité de foi dans le catholicisme, les pratiques dévotionnelles populaires qui se sont développées autour de ce culte, notamment en Italie méridionale, sont aujourd'hui le plus souvent découragées par l'Église en raison de dérives considérées comme superstitieuses.

## Origines, représentations et culte officiel
« Contrairement à l’Enfer et au Paradis, le Purgatoire n’existe pas dans les Écritures ; il est une création des théologiens parisiens que l’on s’accorde à situer, après les travaux de Jacques Le Goff, à la charnière des XIIe et XIIIe siècles. Cette nouvelle croyance en un lieu imaginaire de l’au-delà, rapidement diffusée par la pastorale des ordres mendiants, trouve sa pleine reconnaissance officielle lors de sa dogmatisation par le Concile de la Contre-Réforme tridentine au XVIe siècle ».
Entre Enfer et Paradis, le Purgatoire ouvre une troisième voie : « une période de purification par le feu, proportionnelle à la qualité des péchés commis, est offerte aux pécheurs moyens, ni trop bons pour accéder directement au Paradis, ni trop mauvais pour être précipités en Enfer. Au terme de cette période, l’âme purifiée sera admise au Paradis céleste en compagnie des anges et des saints. Un jugement individuel, représenté par le combat des anges et des démons au côté du mourant, décide de son accès au Purgatoire et fixe le sort de son âme dans l’autre monde.».
Dans le religion catholique, le culte rendu aux défunts remonte au memento mori inséré au Ve siècle dans le canon de la messe, et alors réservé aux morts illustres. S’y ajoutent la messe des suffrages (requiem) et l’office des morts dont la récitation quotidienne complète celle du memento mori. Vers 1033, saint Odilon, abbé de Cluny institue le 2 novembre la Commemoratio omnium fidelium defunctorum, popularisant ainsi le culte pour les morts qui, convergeant au XIIe siècle avec la croyance au Purgatoire, entraîne le développement des suffrages (prières, messes, aumônes), puisque le caractère temporaire des peines purificatrices autorise les vivants à intervenir en faveur des âmes du Purgatoire pour alléger ou abréger leurs peines.

### Les suffrages
Imaginé au XIIe siècle, théorisé et mis en forme au XIIIe siècle, le purgatoire a suscité, à partir du XIVe siècle une dévotion particulière tournée vers les âmes qui y languissent. Cette pratique, encouragée par l’église, s’applique tout d’abord à des individus, parents ou amis récemment disparus qui se signalent au vivants sous forme de revenants, pour demander leur aide alors qu’ils endurent les tourments du purgatoire.
Pour soulager leurs peines, les croyants peuvent avoir recours à quatre types de dévotions, qui apportent aux défunts des  « suffrages ». Dans La Légende dorée, Jacques de Voragine en liste quatre types : « la prière des fidèles et celle des amis du défunt, l’aumône, l’immolation de l’hostie [la messe], le jeûne ». Même définition au Concile de Lyon : « Les suffrages sont les pieuses intentions des fidèles vivants, soit le sacrifice de la messe, soit des prières, soit des aumônes et d’autres offices de piété en faveur des autres fidèles ». La croisade peut également contribuer, par transfert d’indulgence, à la diminution des peines du purgatoire pour un être cher.
Pour être opérant, le poids de ces suffrages doit être comptabilisé qualitativement et quantitativement : le nombre de messes a son importance, mais également le jour du calendrier liturgique auquel elles vont être dites, ainsi que leur proximité par rapport au décès du bénéficiaire ; de même les aumônes peuvent perdre en valeur si elles sont faites sur le tard et pour rattraper ostensiblement une vie de péchés ; les prières n’ont pas toutes la même valeur, l’Ave Maria et la prière des agonisants ayant de propriétés particulières.
La gestion par l’église de ce capital de suffrages collecté pour le salut d’âmes individuelles amène immanquablement à l’organisation d’un culte collectif pour toutes les âmes du purgatoire. Cette pratique commence dans les communautés monastiques, par la messe à l’intention de tous les défunts ayant appartenu à leur ordre. Elle se diffuse à partir de la fin du XIIIe siècle dans l’église séculière, et se répand parmi les fidèles entre la fin du XIIIe et le début du  XIVe siècle. Pourquoi prier pour les morts ? « pour qu’ils ne crient pas contre nous », « afin qu’ils nous honorent» , « pour qu’ils prient pour nous » et « parce qu’après leur libération chacune des prières des défunts pour les vivants va directement à Dieu. ».

### Le lundi des Trépassés
Les pratiques destinées aux trépassés, qui deviennent rapidement envahissantes, vont être cantonnées à un jour particulier de la semaine : le lundi. Ce jour, les prières à leur intention auraient un maximum d’efficacité, à un moment où ils en ont le plus besoin. Selon certains théologiens, en effet, « le lundi matin les âmes du purgatoire ont un besoin supplémentaire de suffrages, car elles reprennent leur dur labeur après une vacance de peine (refrigerium), qui s’étend du samedi soir au lundi matin ». La pratique s’installe ainsi de chanter, le dimanche soir, les vêpres solennelles des défunts, suivies des vigiles ; puis le lundi matin une messe pour les défunts, suivie d’une procession carillonnée au cimetière. Selon Schmitt : « selon une longue tradition, les morts vivaient comme les vivants au rythme de la semaine et, le septième jour, ils avaient le loisir de se reposer ». Le dimanche étant jour de repos, le lundi marquerait le retour au travail des vivants et, pour les morts, le retour aux supplices. D’où la nécessité de leur offrir un renfort spirituel : « puisque les morts sont de nouveau livrés aux tortures dans la nuit du dimanche au lundi, il est souhaitable de prier spécialement pour eux à ce moment-là. ».

### Prières et litanies
L'Église ayant encouragé ses fidèles à intercéder pour le salut des âmes du purgatoire, de nombreuses litanies et prières canoniques ont été proposées pour ce faire. On retrouve dans leur formulation les éléments du dogme, ainsi que la préoccupation particulière des catholiques pour «  ceux qui n’ont pas en ce monde d’intercesseurs particuliers », « les âmes les plus délaissées, celles dont personne ne se soucie, pour lesquelles nulle famille ne prie, pour qui nul ami n'intercède ».

#### Prière
« Ô très glorieuse Vierge Marie, ayez pitié de ces âmes qui sont actuellement retenues loin de Dieu et loin de vous, dans le lieu des dernières expiations et de la purification. Mère compatissante et toute miséricordieuse, intercédez pour leur prompte délivrance et abrégez le temps douloureux où elles doivent encore satisfaire à la justice divine.
En présentant vous-même au père des miséricordes le précieux sang de son Fils, qui est aussi le vôtre, et les mérites infinis de sa passion, faites que, déliées des ultimes conséquences de leurs fautes, elles puissent bientôt être introduites dans la patrie céleste vers laquelle elles tendent avec tant d'espérance et d'amour !
Prenez surtout en pitié, reine de douce bonté, les âmes les plus délaissées, celles dont personne ne se soucie, pour lesquelles nulle famille ne prie, pour qui nul ami n'intercède : soyez touchée par leurs soupirs et hâtez le moment de leur délivrance.
O très sainte Vierge Marie, nous confions à votre cœur douloureux et Immaculé, nos frères et sœurs du purgatoire qui aspirent au moment si ardemment désiré de leur complète purification, et nous vous demandons de leur ouvrir vous-même les portes du ciel pour les introduire dans le lieu du repos et de la paix où nous espérons les rejoindre un jour auprès de vous. »

#### Litanie
« Père Céleste qui êtes Dieu, ayez pitié des âmes du purgatoire
[...]
Sainte Marie, priez pour les âmes du purgatoire
[...]
Soyez leur propice, pardonnez-leur, Seigneur
Soyez leur propice, exaucez-nous, Seigneur
De tout mal, délivrez-les, Seigneur
De votre colère, délivrez-les, Seigneur
De la sévérité de votre justice, délivrez-les, Seigneur
Du ver rongeur de la conscience, délivrez-les, Seigneur
Des ténèbres effroyables, délivrez-les, Seigneur
De leurs pleurs et gémissements, délivrez-les, Seigneur
Par votre Incarnation, délivrez-les, Seigneur
[…]
Tout pécheur que nous sommes, nous vous en prions, écoutez- nous
Vous qui avez pardonné à la pécheresse et exaucé le Bon Larron, nous vous en prions, écoutez- nous
Vous qui sauvez par votre Grâce, nous vous en prions, écoutez- nous
Qu’il vous plaise de délivrer nos parents, amis et bienfaiteurs des flammes expiatrices, nous vous en prions, écoutez- nous
Qu’il vous plaise de délivrer tous les fidèles trépassés de leurs souffrances, nous vous en prions, écoutez- nous
Qu’il vous plaise de prendre en pitié ceux qui n’ont pas en ce monde d’intercesseurs particuliers, nous vous en prions, écoutez- nous
Qu’il vous plaise de faire grâce à tous et de les délivrer de leurs peines, nous vous en prions, écoutez- nous
Qu’il vous plaise d’exaucer leurs désirs, nous vous en prions, écoutez- nous
Qu’il vous plaise de les admettre au Ciel parmi les élus, nous vous en prions, écoutez- nous
Agneau de Dieu qui effacez les péchés du monde, donnez leur le repos éternel
[…]
Jésus-Christ, écoutez nous
Jésus-Christ, exaucez nous
Seigneur, écoutez ma prière
Et que ma supplication parvienne jusqu’à Vous.
Seigneur Jésus, prenez en pitié les âmes détenues en purgatoire, pour le salut desquelles Vous avez daigné prendre notre nature humaine et subir la mort la plus douloureuse.
Ayez pitié de leurs aspirations brûlantes à vous voir,
ayez pitié de leurs larmes de repentir,
et par la vertu de Votre Passion, remettez leur les peines encourues par leurs offenses.
Très doux Jésus, que Votre Sang descende sur ces chères âmes.
Qu’il abrège leur temps d’expiation et qu’elles puissent bientôt être appelées auprès de Vous dans l’Eternel bonheur.
Amen »

## Pratiques populaires

### En Italie méridionale

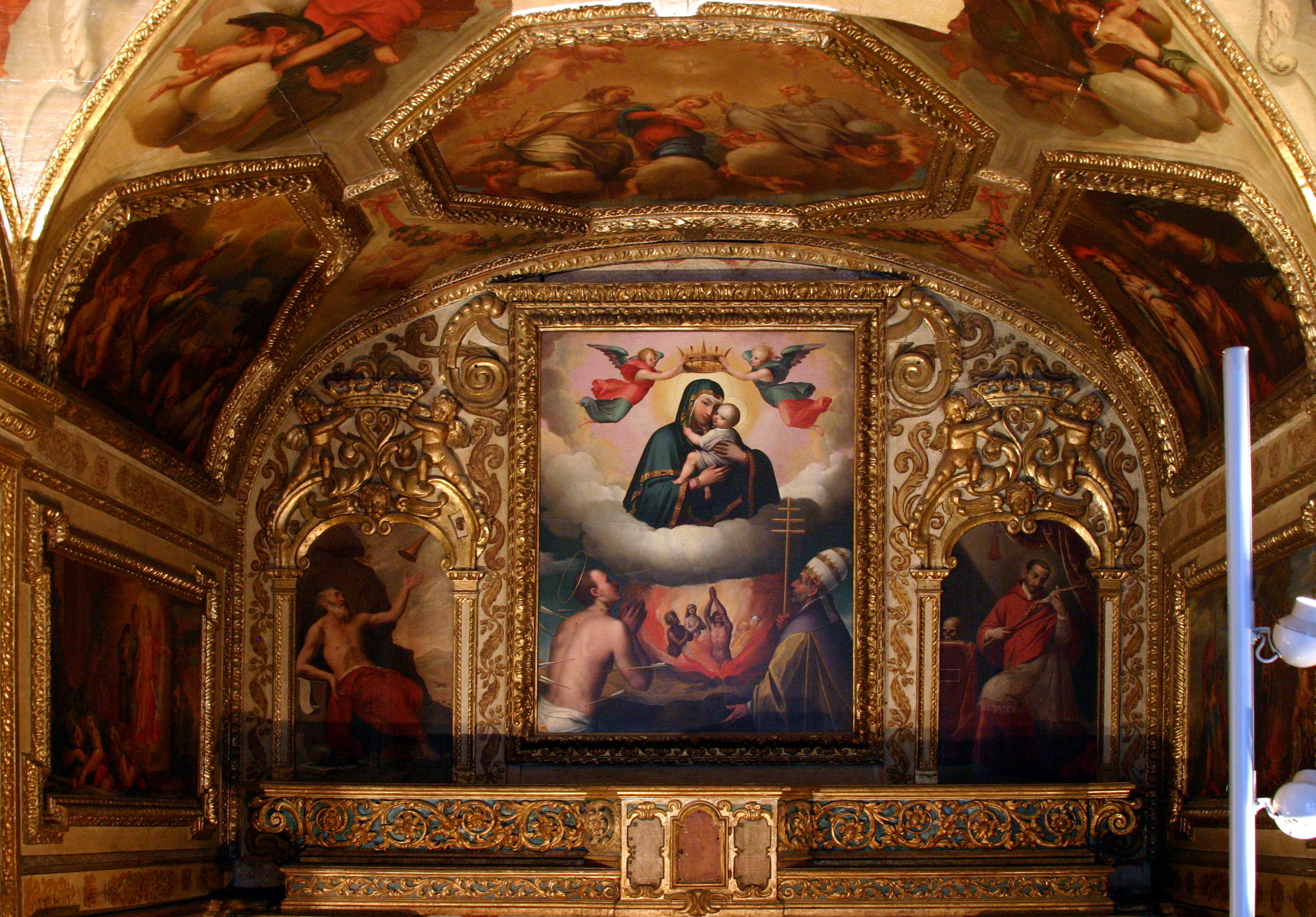
Chapelle des âmes du purgatoire. Castel nuovo, Naples.

#### Les pratiques populaires à Naples

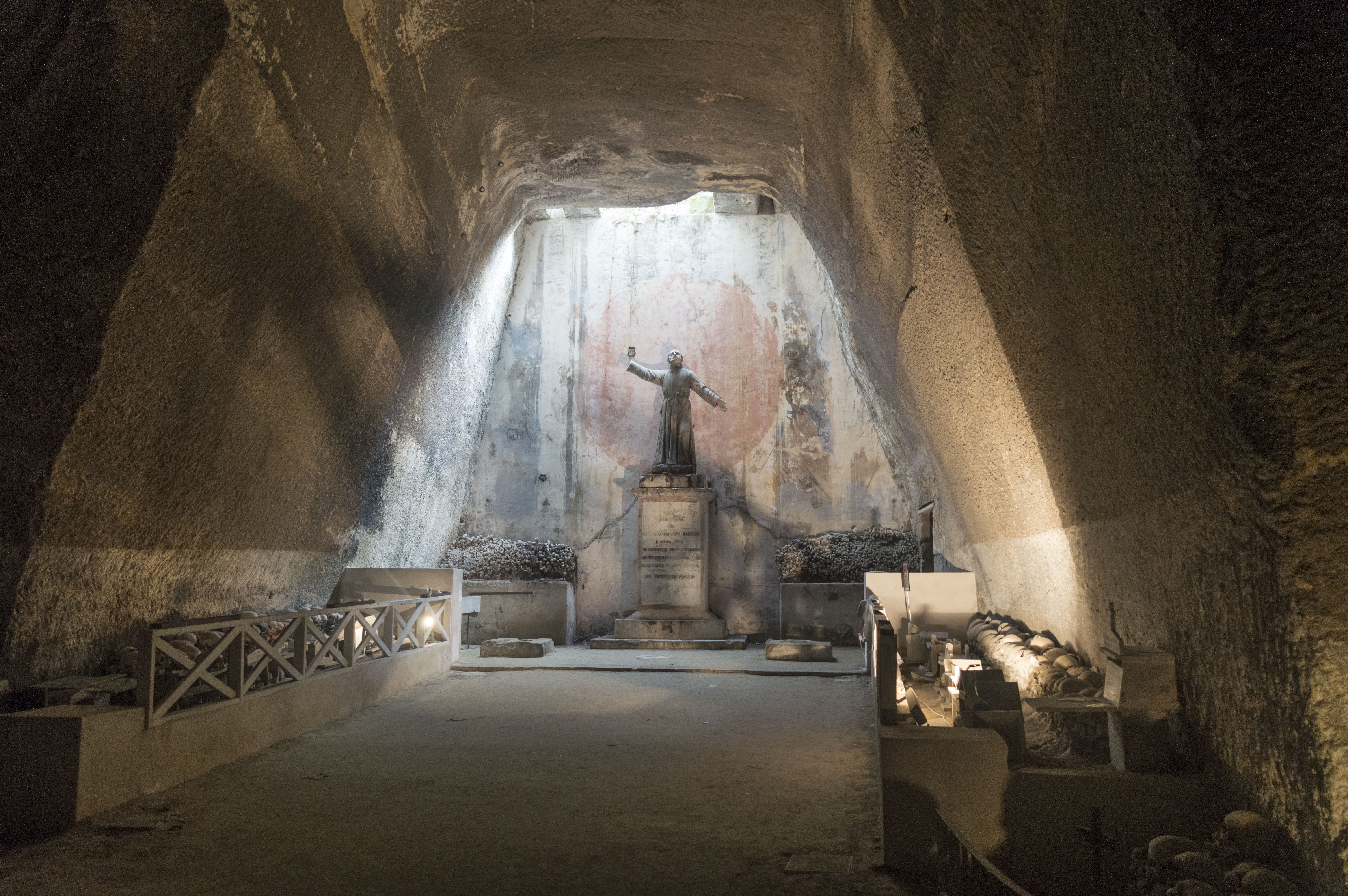
Cimetière des Fontanelle, Naples.

C'est à Naples que le culte populaire des âmes du purgatoire a connu son développement le plus important et le mieux documenté. Entre les XVIIe et XVIIIe siècles, les carrières du quartier Sanità sont transformées en ossuaires pour recueillir les ossements provenant des églises du centre ainsi que les restes des victimes d'épidémies de peste et de choléra qui ravagent périodiquement la ville. Ces épisodes tragiques de mortalité massive perturbent les rites du deuil et laissent de nombreux corps sans sacrements et sans identité. Dans les milieux populaires, ses âmes anonymes et sans aveu personnifient les âmes du purgatoire. Aux litanies et aux prières consacrées par le clergé, les Napolitains vont ajouter toute une série de rituels hétérodoxes qui seront finalement condamnés par l'Église en 1969. Le tremblement de terre de 1980 sert de prétexte pour condamner les carrières, qui ne seront rouvertes au public qu'en 2010 comme site touristique, avec interdiction des pratiques liées aux âmes du purgatoire, tandis que dans les sanctuaires situés en ville, les autorités ecclésiastiques s'organisent progressivement pour y mettre également un terme.
Le passé immémorial et mouvementé de la cité parthénopéenne y a laissé de nombreuses traces de cimetières antiques, hypogées et fosses communes rappelant constamment aux vivants la présence des morts.
Au-delà des familiers, des proches et des amis, le peuple napolitain, encouragé par le clergé catholique, a ainsi porté sa dévotion sur les défunts inconnus et les âmes abandonnées pour lesquelles personne ne prie.
Le culte des âmes du purgatoire présente une différence fondamentale avec le culte des saints : alors que les saints n'ont rien à demander aux vivants, puisque leur salut est déjà assuré, les âmes du purgatoire dépendent des prières des vivants qui vont soulager leurs souffrances et hâter leur libération. On peut ainsi prier tel ou tel saint pour obtenir de lui une intervention favorable qui dépendra de son bon vouloir. Il est possible par contre de négocier l'intercession d'une âme du purgatoire contre des prières. C'est de cette prémisse que naît, à la lisière des pratiques canoniques, la version napolitaine du culte populaire des anime pezzentelle (les âmes qui quémandent).
À l'époque où se développent ces pratiques particulières, les Napolitains entretiennent une familiarité étroite avec les nombreux ossuaires présents dans les sanctuaires et les cimetières hors les murs. Des calamités diverses y ont laissé des centaines de milliers de restes humains. Puisque les reliques des saints sont bien identifiées, ces ossements anonymes ne peuvent appartenir qu'aux âmes du purgatoire.
Celles-ci prennent contact avec les Napolitains pendant leur sommeil. En rêve, l'anima pezzentella se manifeste au dormeur (le plus souvent une dormeuse) et lui indique où se trouve son crâne et comment l'identifier. À partir de ce moment commence un processus d'adoption au cours duquel le vivant va prendre soin du défunt, lui rendre visite, dire ou faire dire des prières pour le salut de son âme, et lui apporter, en nettoyant régulièrement son crâne, le refrisco (le rafraichissement), c'est-à-dire le soulagement de ses tourments.
En échange de ces bons soins, l'âme en peine va être sollicitée comme intermédiaire avec l'au-delà, pour intercéder en faveur des vivants (amour, argent, santé, mariage, enfants). Cet échange peut également porter sur des sujets triviaux (numéros gagnants, examens). C'est ainsi que se tisse une relation d'interdépendance émaillée de joies, de peines et de fâcheries momentanées ou définitives, lorsque l'échange est jugé par trop infructueux.
La relation peut être marquée par une forte personnalisation : le crâne reçoit alors un nom, il est placé dans une sorte de reliquaire (scarabattolo) décoré de dentelles, de velours, d'ex-voto et agrémenté de bougies, médailles, monnaies, images pieuses, notes manuscrites, etc.
Certains de ces crânes peuvent, au fil des générations, acquérir une véritable personnalité au sein du sanctuaire, être affublés d'un surnom (le Capitaine, la Lavandière, les Carabiniers, Fratello Pasquale) d'une biographie fictive, tomber dans le domaine public et être sollicités collectivement pour des sujets précis (le Dottor Alfonso pour des soucis de santé, Principessa Lucia pour des chagrins d'amour, etc.).

#### Les lieux du culte populaire à Naples
Cimetière des Fontanelles et église Maria Santissima del Carmine

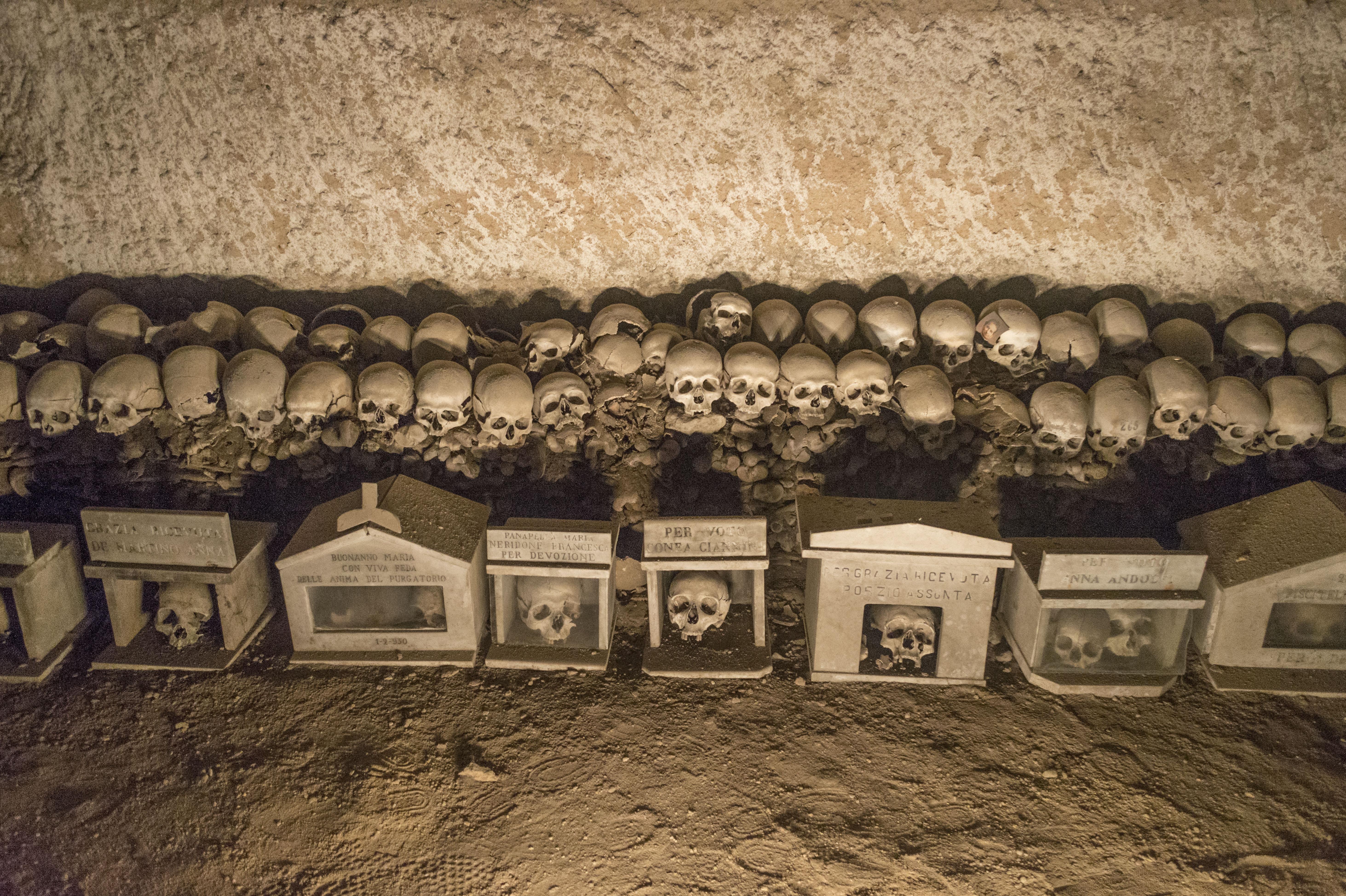
Crânes anonymes et leurs boîtes dévotionnelles portant des ex-voto dans la nécropole des Fontanelle, à Naples.

Il s'agit à l'origine d'une série de carrières de tuf extra moenia, exploitées au bénéfice du prince Filippo Carafa. Les immenses cavités laissées par l'extraction de la pierre ont été ensuite réutilisées pour entreposer des corps, puis des ossements. Entre famines, révoltes populaires, séismes, éruptions et épidémies, la nécropole accueille des centaines de milliers de dépouilles, auxquelles viennent s'ajouter celles transférées depuis les hypogées du centre-ville. En 1872, le curé de la paroisse de Materdei, Don Gaetano Barbati, réorganise, avec l'aide de femmes du peuple surnommées « e maste » (les cheffes), cet ossuaire anonyme, au sein duquel seuls les corps du comte Filippo Carafa († 17 juillet 1797) et de son épouse Margherita Petrucci († 5 octobre 1795), gisant dans leurs cercueils de verre, son identifiés. Gaetano Barbati décide également de faire construire une église pour desservir le cimetière. Les travaux commencent en 1878 et Maria Santissima del Carmine, siège de la paroisse des Fontanelle, est consacrée en 1884.
La galerie la plus proche du sanctuaire accueille les restes provenant des paroisses et des couvents (galerie des prêtres). La galerie centrale est dite « des pestiférés » et la dernière est celle des « pezzentelli » (les mendiants, les indigents). On retrouve sur le site la juxtaposition d'un sanctuaire au sein duquel se déroulent les cérémonies canoniques destinées aux âmes du purgatoire, associé à un ossuaire propice au développement de rites populaires.
Basilique San Pietro ad Aram
Connu des Napolitains sous le nom de Chiesa e ll’aneme ‘o Priatorio (l'église des âmes du purgatoire), ce sanctuaire très ancien, érigé sur d'anciennes catacombes, abritait, entre autres, les restes attribués au Dottor Alfonso, médecin de son vivant et que la tradition populaire conseillait de consulter pour tout problème de santé. Jusqu'à l'interdiction de la pratique en 1969, le populaire y vénérait aussi les crânes attribués à Candida ‘a lavannara (la lavandière), à la nonne Lucrezia, à Lucia ‘a zengarella (la gitane), à Marittiello e Gennariello, les deux carabiniers, ainsi qu'à la légendaire empoisonneuse Marianna ‘a purpettara, spécialisée dans la préparation de boulettes de viande empoisonnées destinées aux maris infidèles.
Église Sainte-Marie-des-Âmes-du-Purgatoire de Naples

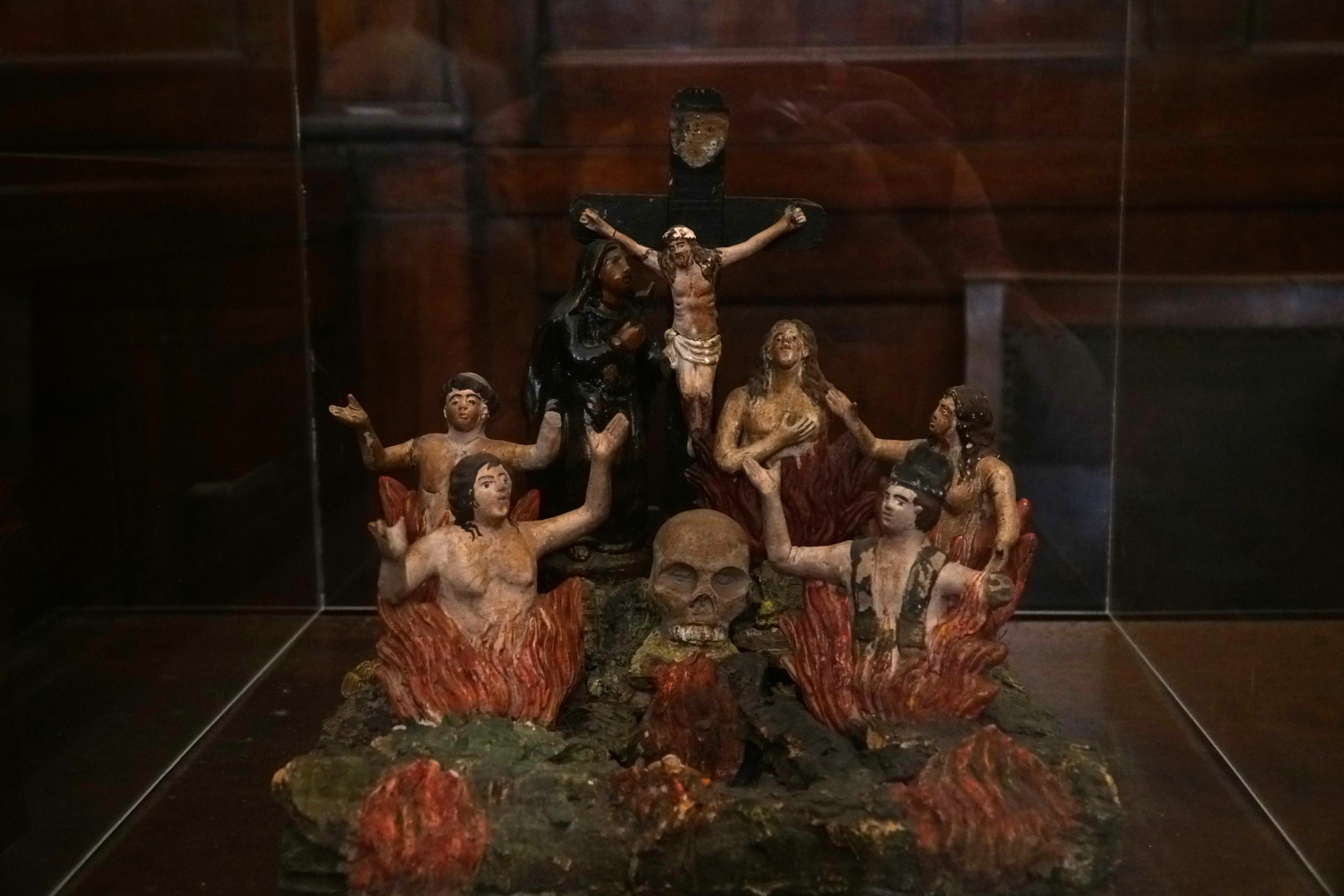
Anime purganti dans l'église Sainte-Marie-des-Âmes-du-Purgatoire.

Le complexe de Santa Maria delle anime del Purgatorio ad Arco (a Chiesa de’ cape ‘e morte ou chiesa delle cento messe pour les Napolitains) doit sa création, au XVIIe siècle, à Pietro Antonio Mastrilli , un avocat napolitain qui en finance la construction à la demande de l'Opera Pia Purgatorio ad Arco, une œuvre de charité fondée par des laïcs issus des meilleures famille de Naples et préoccupés par l'assistance au plus démunis et la dévotion aux âmes du purgatoire. L'hypogée de l'édifice a vocation à accueillir, en terre consacrée, les corps des déshérités, tandis qu'au niveau supérieur, des messes sont dites en permanence pour le salut de leurs âmes. Dans ce sanctuaire, les Napolitains pouvaient entretenir les rites populaires liés aux capuzzelle (les petites têtes) et aux anime pezzentelle (les âmes mendiantes), rites parfois orientés vers certaines reliques connues, comme le crâne de la supposée Lucia, pour disposer de pouvoirs particuliers. Ces pratiques ayant officiellement pris fin, l'essentiel des restes humains et du mobilier funéraire a disparu de la crypte et fait l'objet d'une présentation muséale au sein du complexe.
Église Santa Croce e Purgatorio al mercato
En 1331 (ou 1351 selon les sources) un tanneur nommé Domenico Punzo di Persio  érige une chapelle dédiée à la Sainte Croix à l'endroit où a été décapité, sur ordre de Charles Ier d'Anjou, Conradin de Souabe, le dernier des Hohenstaufen († 29 octobre 1268). Pendant la peste de 1656, les citernes à grains situées sous la place sont utilisées comme fosses communes et un enclos en délimite le pourtour en surface, bientôt agrémenté d'une chapelle dédiée à la Santa Croce et aux Anime Purganti (ou del Purgatorio). Un incendie ayant ravagé la place en 1781, celle-ci est réorganisée et couronnée d'un édifice plus conséquent, consacré le 3 novembre 1791, restructuré en 1911, puis endommagé pendant la seconde Guerre mondiale et par le séime de l'Irpinia en 1980.
Reposoirs, crèches et santons
Les représentations des âmes du purgatoire ne se cantonnent pas aux nécropoles et aux sanctuaires. De nombreux reposoirs leur sont dédiés dans les ruelles du vieux Naples et il figurent en bonne place dans les crèches napolitaines.

##### Interdiction et renouveau des pratiques populaires
Le 26 juillet 1969, le Tribunal ecclésiastique pour la cause des saints finit par interdire les dévotions adressées aux reste humains de personnes inconnues, le culte étant réservé aux reliques provenant de personnages dont la sainteté a été canoniquement avérée et qui en sont donc dignes. Les hypogées et les ossuaires sont progressivement fermés, les autorités prenant parfois prétexte de leur état de conservation pour en limiter l'accès. Dans les années 2010, l'intérêt ethnographique de ces pratiques populaires a conduit les institutions à reconsidérer ce patrimoine en sommeil et à en organiser la mise en valeur. Cet effort, conjugué aux perturbations des rites mortuaires pendant la pandémie de Covid-19 a réactivé l'intérêt des Napolitains pour ces rites qu'ils ont vu leurs aînés pratiquer avant l'interdiction, et le culte des âmes du purgatoire s'en est trouvé revivifié.

### En Espagne et en Amérique du Sud

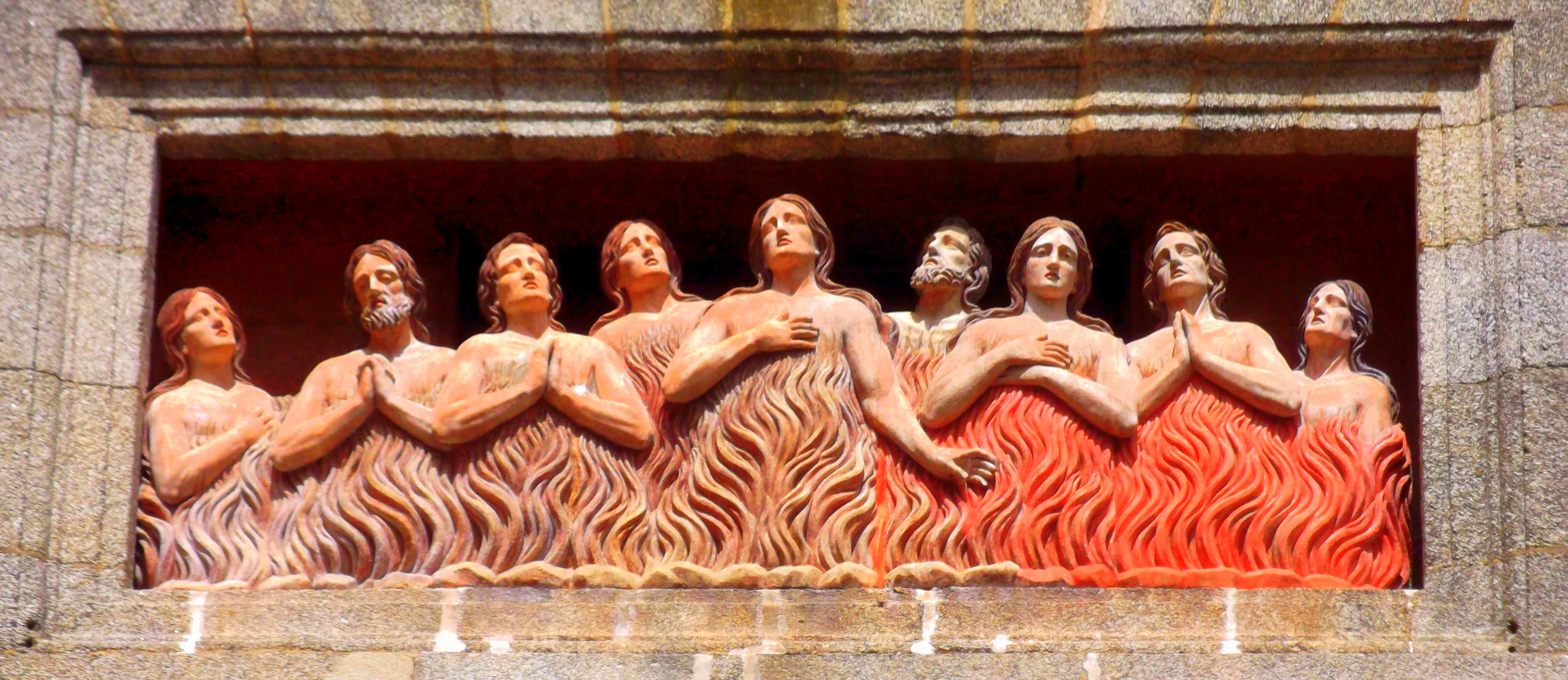
Âmes du purgatoire dans l'église des Âmes à Saint-Jacques de Compostelle.

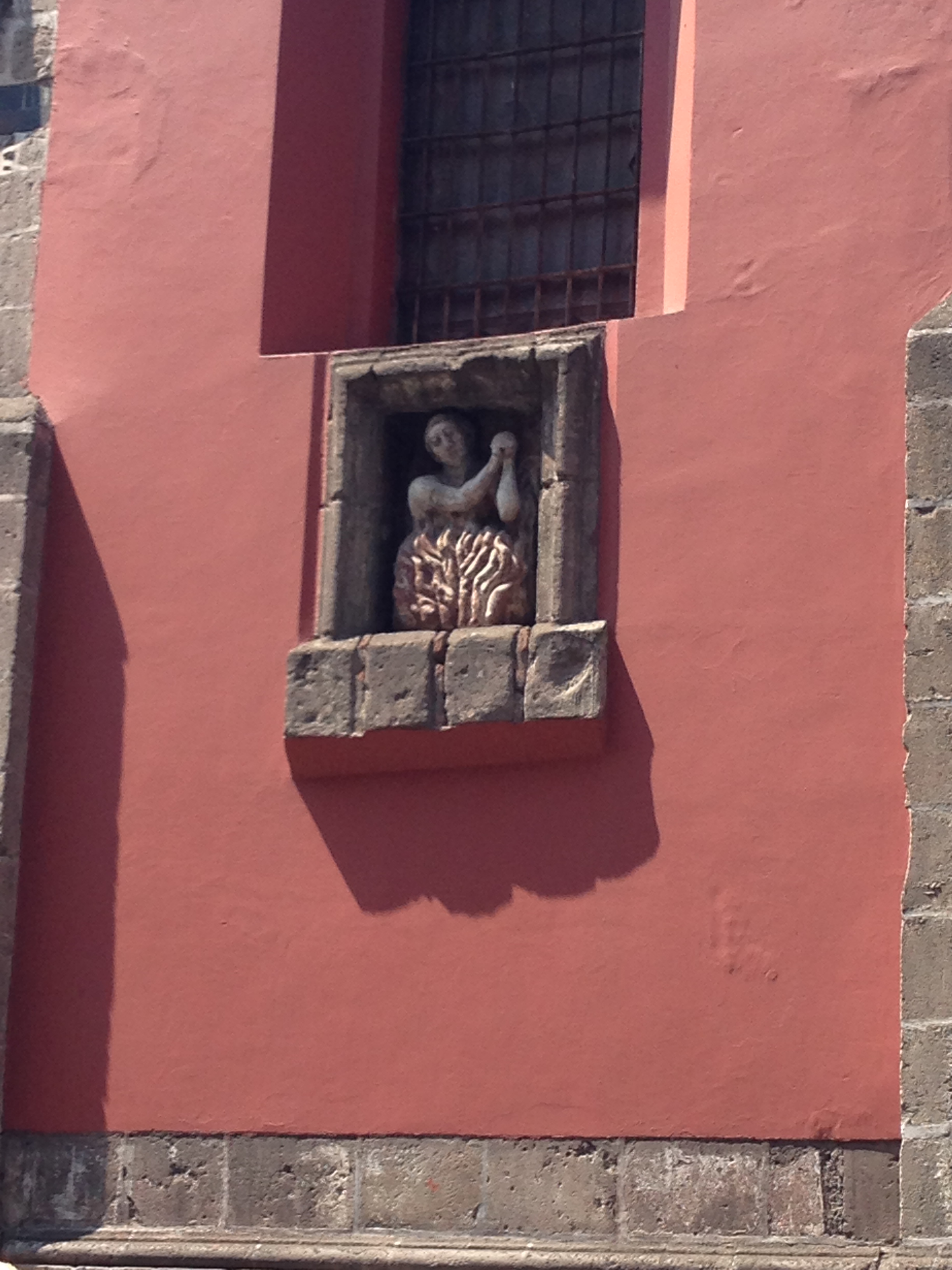
Représentation d'une anima sola derrière la cathédrale de Mexico.

En Espagne et en Amérique du Sud hispanophone, le culte des âmes du purgatoire prend la forme de l'anima sola, souvent représentée, dans la statuaire et sur d'innombrables chromolithographies, sous la forme d'une femme échappant aux flammes en brisant ses chaînes. Ce personnage est parfois baptisé Celestina, en référence à la légende de Celestina Abdenago. Au moment de la crucifixion, cette dernière ayant donné à boire aux deux larrons et l'ayant refusé aux Christ en croix, son âme est condamnée à souffrir éternellement de la soif au purgatoire.
Plus rarement, l'anima sola est représentée sous la forme d'une figure masculine, souvent un ecclésiastique (pape, évêque, prêtre ou moine). Dans la cathédrale de Guadalajara (Mexique) se trouve un tableau représentant un clerc tonsuré et repentant entouré par les flammes. La légende indique qu'il est au purgatoire en raison de sa vie dissolue, ou du fait qu'ayant accordé trop d'absolutions lors de sa dernière messe, il est condamné à expier les péchés de ses paroissiens à leur place.
Au Brésil, le culte est très implanté pratiqué dans les sanctuaires catholiques et, bien qu'il intègre des pratiques proches de la magie, toléré par l'Église sans avoir cependant généré une iconographie spécifique. Les âmes du purgatoire sont sollicitées le lundi, par des prières accompagnées d'une offrande, le plus souvent un simple cierge. La tradition guide les croyants vers les saints ou vers les âmes du purgatoire (plus proches du commun des mortels dont elles partagent les souffrance), selon l'urgence et e type de souhait qu'ils veulent voir exaucer. Quand il s'agit de s'adresser aux âmes, il est cependant prudent de prendre des précautions particulières pour ne pas solliciter par inadvertance les mânes d'un damné. Des prières spécifiques sont à disposition des fidèles, qui peuvent les compléter en laissant avec leur offrande un billet explicitant leur demande. Le clergé propose pour prier les âmes le « Notre Père des âmes du purgatoire », dont l’origine est attribuée à sainte Mechtilde, le « Rosaire des âmes » oula « Prière pour les défunts », mais la tradition populaire met à la disposition des fidèles des dizaines de modèles parmi lesquels ils peuvent choisir le plus approprié.

« Exemples de prières
Prière à répéter treize fois - « Ô mes 13 âmes bénies, astucieuses et savantes, pour l’amour de Dieu, répondez à ma demande, délivrez‑moi du mal, et faites que j’aie de la chance. Aveuglez mes ennemis, que les forces du mal ne me voient pas, retenez les forces de mes ennemis. Mes 13 âmes bénies, astucieuses et savantes, si grâce à vous je reçois les grâces que je demande (dire les grâces), je m’attacherai à votre dévotion, je ferai imprimer mille exemplaires de cette prière, et je ferai dire une messe. »

Vous fûtes comme moi; je serai comme vous « - Ô âmes ! Ô âmes ! Ô âmes saintes, bénies, miraculeuses et protégées des Trois Personnes de la Très Sainte Trinité, âmes des personnes qui sont mortes brûlées, noyées, pendues, vous fûtes comme moi; je serai comme vous. [...] Ô âmes bénies, faites ce que je vous demande. [...] Ô âmes affligées du purgatoire, priez pour moi ! Je vous le demande par l’heure de votre naissance, par le Seigneur que vous adorez, par les peines du purgatoire où vous vous trouvez....
Âmes pressées - Mes âmes pressées, vous êtes très pressées d’entrer au Royaume de Gloire, tout comme moi je suis pressée de recevoir cette grâce (…) ». »

### En Angleterre
Avant la Réforme initiée par le roi Henri VIII, le culte des âmes du purgatoire était extrêmement populaire en Angleterre, où il avait pris la forme originale de chantries (chantellenies). Ce terme regroupe les messes et prières dites pour les morts, les lieux où elles étaient dites (chapelles, autels), et les riches fondations, parfois dotées par la noblesse ou par la famille royale, qui les finançaient. En 1545, un acte du Parlement stipule que les chantries, vivant sur des fonds et des terres improprement détenus, seraient désormais à la main du roi pour le reste de ses jours. Les sommes ainsi spoliées sont utilisées pour financer la guerre avec la France, mais Henri VIII meurt deux ans plus tard et la plupart des chantries n'ont pas encore été transférées à la couronne. C'est son fils et successeur, Edouard VI, qui, en 1547, signe un nouvel acte qui ordonne de fermer 2 374 établissements, après avoir recensé leurs avoirs et saisi leurs possessions. La dissolution des chantries et leur spoliation prive le royaume d'une institution qui, outre le culte des morts, s'était également dédiée à l'éducation des plus pauvres. Certaines échapperont à la disparition en se consacrant exclusivement à cette mission et en se fondant au réseau des grammar schools,.

### En Europe du Nord
Quand, en 1517, Martin Luther affiche ses 95 thèses sur la porte de la chapelle du château de Wittenberg, il y dénonce le commerce des indulgences, dont la pratique, fondée sur la croyance au Purgatoire a été, pour des raisons économiques, encouragée par la Papauté. Les suffrages (prières, messes, aumônes) adressés aux âmes du Purgatoire prennent alors une place importante dans la vie des croyants et dans les revenus de l'Église, en Allemagne comme dans toute l'Europe du nord comme en témoigne l'abondante iconographie qui leur est associée.

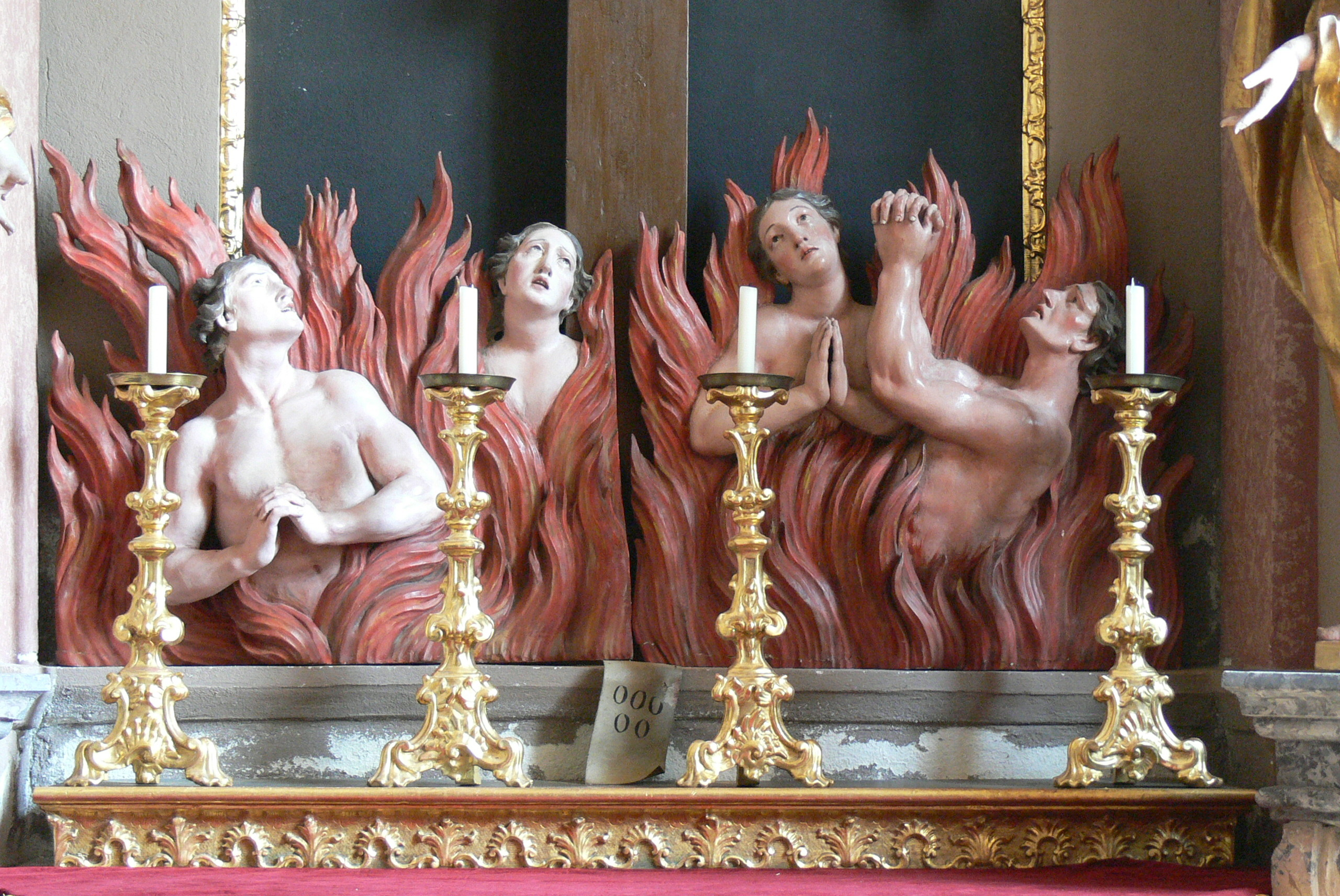
Église Sainte-Marie à Hafnerberg (Autriche). Autel baroque de la Sainte-Croix. Les âmes du Purgatoire.
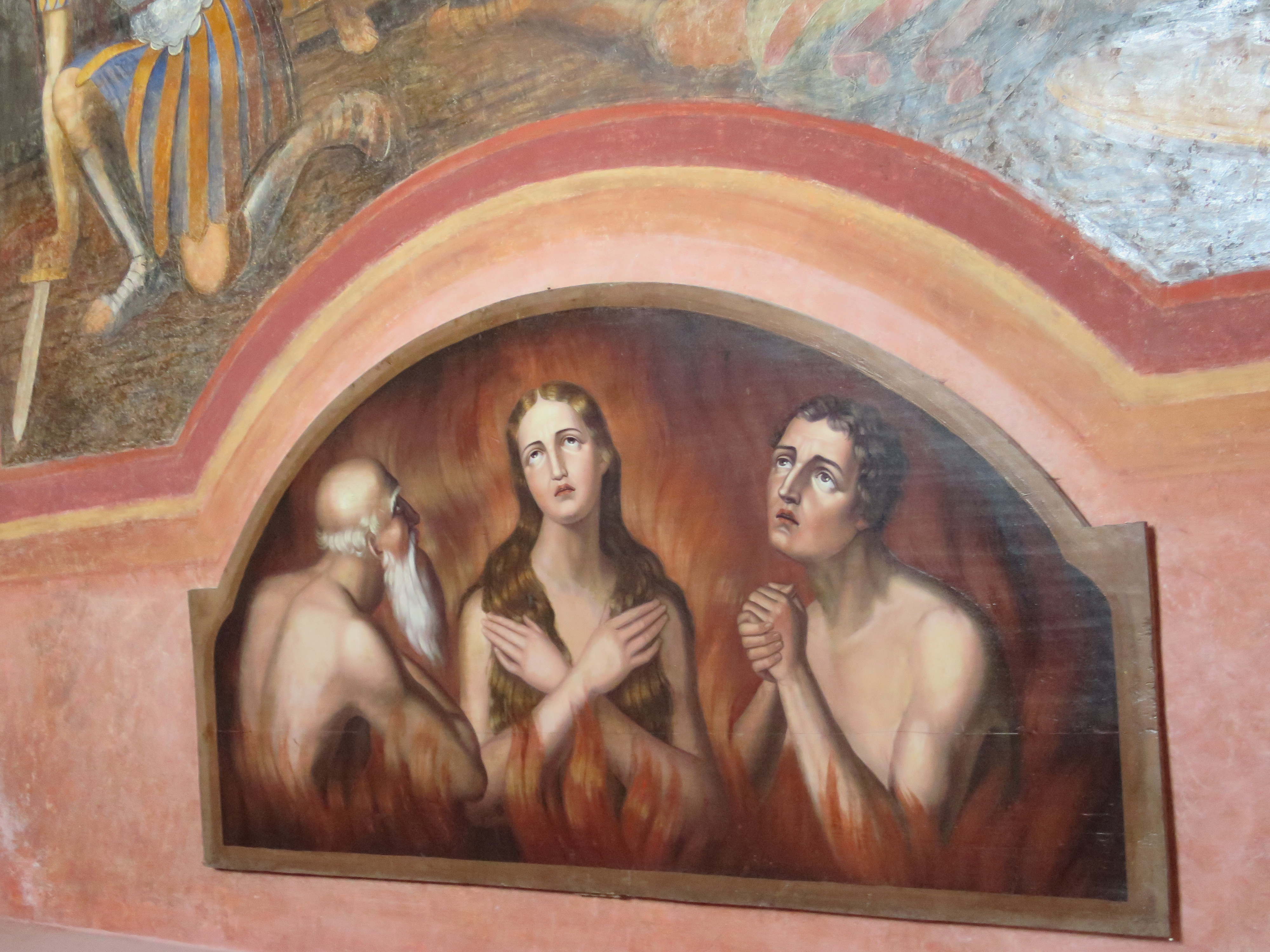
Église Saint-Martin, Waarkirchen (Allemagne).
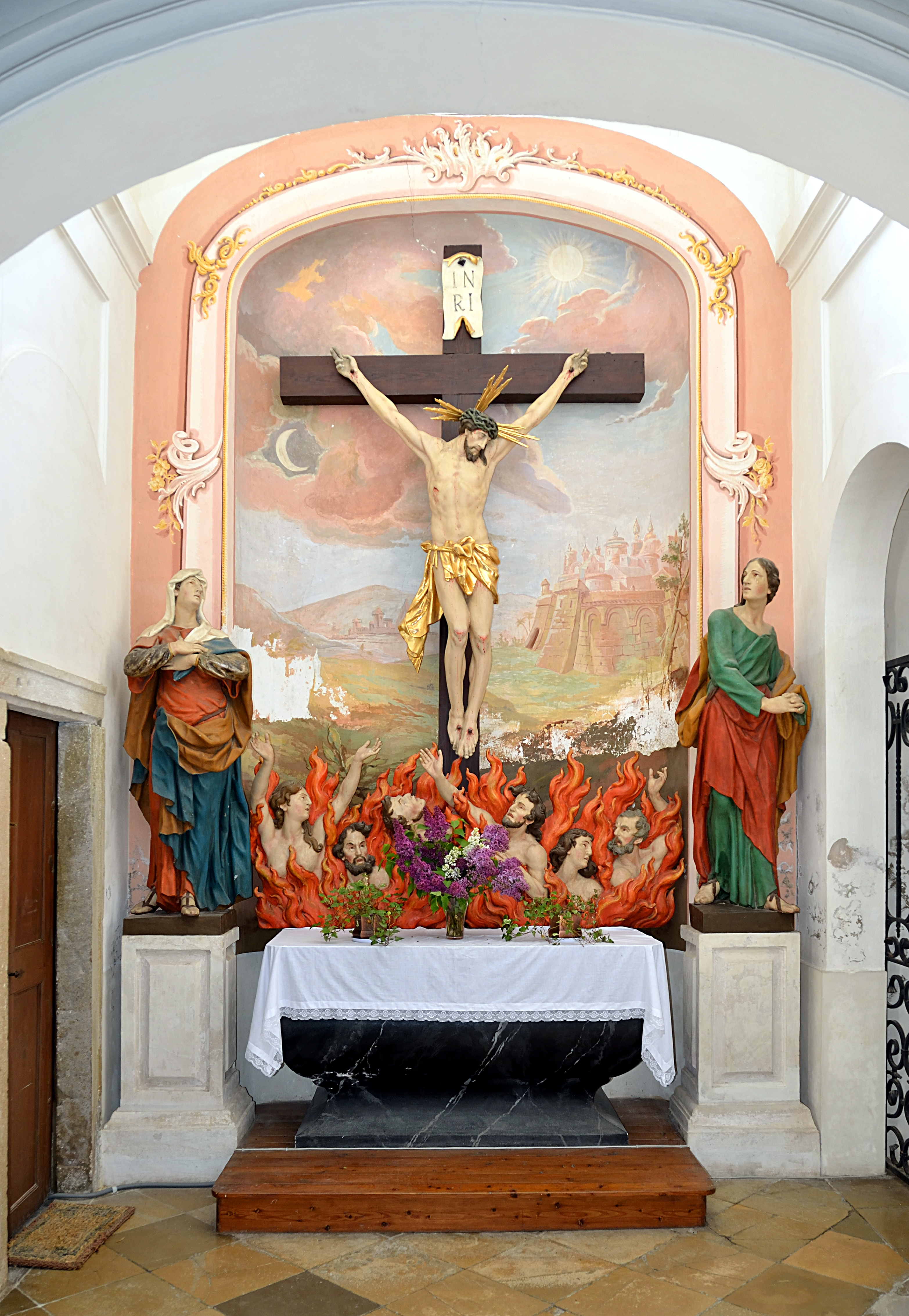
Église de l'Assomption. Heiligenkreuz (Autriche).
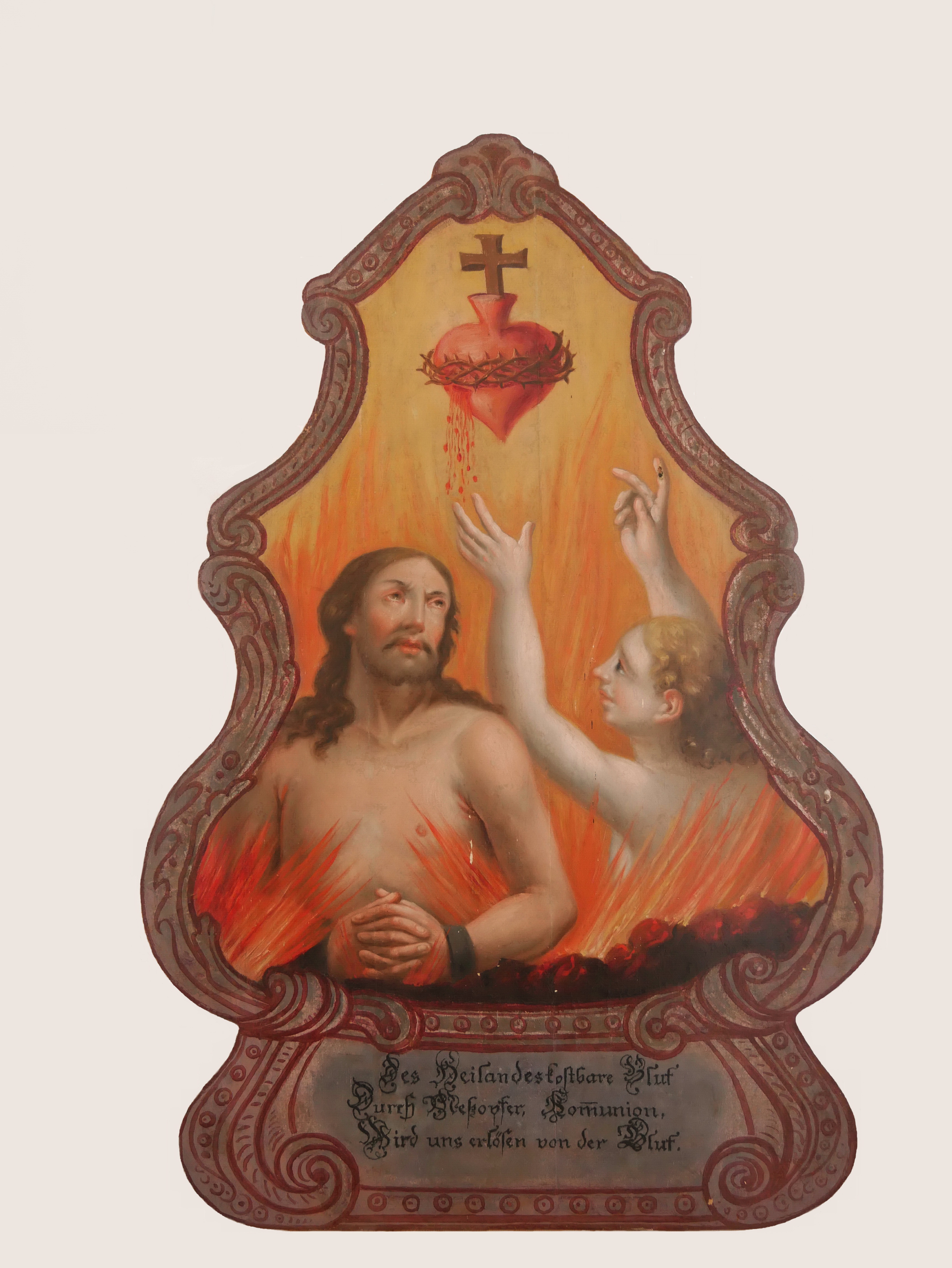
Église saint-Jacques, Kochel am See (Allemagne).